# Die grosse Entscheidungsshow
Die grosse Entscheidungsshow war von 2011 bis 2018 der schweizerische Vorentscheid für den Eurovision Song Contest. 2011 und 2012 nahmen 14 Interpreten daran teil, 2013 neun und seit 2014 sechs. Eine Jury wertete die eine Hälfte der Entscheidung, ein Televoting die zweite. Bis 2018 stammte die Jury aus der Schweiz. 2018 gab es einzelne Jurymitglieder aus verschiedenen Ländern, ähnlich wie beim schwedischen Vorentscheid Melodifestivalen. Das Voting wurde bis 2018 nicht öffentlich gezeigt.
Nach dem ESC 2018 gab die SRG SSR bekannt, dass der Vorentscheid 2019 ausfällt und durch eine interne Auswahl ersetzt wird.
Moderiert wurden alle Sendungen von Sven Epiney.

## Liste der Sieger und deren Erfolge beim ESC
Farblegende:
– 1. Platz. 
– 2. Platz. 
– 3. Platz. 
– letzter Platz.
– ausgeschieden im Halbfinale.
| Jahr | Interpret       | Lied Musik (M) und Text (T)                                                                   | Sprache  | Übersetzung (Inoffiziell) | Platzierung beim ESC | Platzierung beim ESC | Platzierung beim ESC | Platzierung beim ESC |
| Jahr | Interpret       | Lied Musik (M) und Text (T)                                                                   | Sprache  | Übersetzung (Inoffiziell) | Platz Finale         | Punkte Finale        | Platz Halbfinale     | Punkte Halbfinale    |
| ---- | --------------- | --------------------------------------------------------------------------------------------- | -------- | ------------------------- | -------------------- | -------------------- | -------------------- | -------------------- |
| 2011 | Anna Rossinelli | In Love For A While M/T: David Klein                                                          | Englisch | Eine Weile verliebt       | 25.                  | 19                   | 10.                  | 55                   |
| 2012 | Sinplus         | Unbreakable M/T: Gabriel Broggini, Ivan Broggini                                              | Englisch | Unzerstörbar              | Ausgeschieden        | Ausgeschieden        | 11.                  | 45                   |
| 2013 | Takasa          | You And Me M/T: Georg Schlunegger, Roman Camenzind, Fred Herrmann                             | Englisch | Du und ich                | Ausgeschieden        | Ausgeschieden        | 13.                  | 41                   |
| 2014 | Sebalter        | Hunter Of Stars M/T: Sebastiano Paù-Lessi                                                     | Englisch | Jäger der Sterne          | 13.                  | 64                   | 05.                  | 92                   |
| 2015 | Mélanie René    | Time To Shine M/T: Mélanie René                                                               | Englisch | Zeit zu scheinen          | Ausgeschieden        | Ausgeschieden        | 17.                  | 04                   |
| 2016 | Rykka           | The Last Of Our Kind M/T: Christina Maria Rieder, Mike James, Jeff Dawson, Warne Livesy       | Englisch | Die Letzten unserer Art   | Ausgeschieden        | Ausgeschieden        | 18.                  | 28                   |
| 2017 | Timebelle       | Apollo M/T: Elias Näslin, Alessandra Günthardt, Nicolas Günthardt                             | Englisch | Apollon                   | Ausgeschieden        | Ausgeschieden        | 12.                  | 97                   |
| 2018 | ZiBBZ           | Stones M: Laurell Barker, Corinne Gfeller, Stefan Gfeller; T: Laurell Barker, Corinne Gfeller | Englisch | Steine                    | Ausgeschieden        | Ausgeschieden        | 13.                  | 86                   |